# Chloropsina nitens
Chloropsina nitens är en tvåvingeart som först beskrevs av Lamb 1917.  Chloropsina nitens ingår i släktet Chloropsina och familjen fritflugor. Inga underarter finns listade i Catalogue of Life.